# Lost Horizon (roman)
Lost Horizon is een fantasyroman uit 1933, geschreven door de Britse auteur James Hilton. Het boek staat vooral bekend als introductie van Shangri-La, een fictief utopia in het Himalayagebergte in Tibet. Het boek is geïnspireerd op de beschrijving van de Portugese missionaris en ontdekkingsreiziger Estêvão Cacella van het fictieve land Shambala, een woord dat feitelijk alleen Sanskriet is voor vrede/rust/geluk.

## Verhaal
Het verhaal wordt verteld door een neuroloog. Hij heeft van een auteur genaamd Rutherford, een oude vriend van de Britse diplomaat Hugh Conway, een manuscript gekregen van een verhaal dat Conway aan Rutherford heeft verteld. Conway is pas geleden teruggekeerd uit Tibet, en heeft Rutherford zijn verhaal op laten schrijven. Op een diner in de Tempelhof in Berlijn vertelt de neuroloog de aanwezigen het verhaal van Conway:
In mei 1931 vliegt Conway met een vliegtuig van de Maharadja van Chandrapore van Brits-Indië naar Pesjawar. De andere inzittenden in het vliegtuig zijn Conways jonge vice-consultant Mallinson, de Britse zendelinge Miss Brinklow en de Amerikaan Barnard. Het vliegtuig stort door onbekende oorzaak neer in de bergen van Tibet en de piloot komt hierbij om het leven. Wel kan hij de vier overlevenden in het Chinees toeroepen dat ze een schuilplaats moeten zoeken in het nabijgelegen klooster van Shangri-La. De exacte locatie van Shangri-La is echter onbekend.
De vier ontmoeten al snel een postulant genaamd Chang. Hij neemt hen mee naar het klooster, dat in een verborgen vallei blijkt te liggen. Het klooster blijkt vrij modern te zijn en beschikt onder andere over een centrale verwarming, badkuipen uit Akron en een grote bibliotheek.
Mallinson wil graag wat dragers inhuren en zo snel mogelijk terugkeren naar de beschaafde wereld, maar Chang wijst dit verzoek af. De anderen zijn onder de indruk van het klooster en willen graag nog een tijdje blijven. Miss Brinklow wil blijven om hier zendingswerk te doen, Barnard omdat hij in werkelijkheid een gezochte misdadiger is genaamd Chalmers Bryant en Conway vanwege de rust en vele kennis in de bibliotheek.
Conway krijgt een audiëntie bij de Hoge Lama, een ongekende eer voor de inwoners van de vallei. Hij hoort van de Lama dat het klooster in zijn huidige vorm ergens begin 19e eeuw werd gebouwd door een katholiek genaamd Perrault, afkomstig uit Luxemburg. Sindsdien zijn hier veel mensen die verdwaald waren in de bergen komen wonen. De vallei blijkt een groot geheim te bevatten. Zij die er wonen worden maar langzaam ouder en krijgen zo een onnatuurlijk lang leven. Als ze de vallei echter weer verlaten verouderen ze onmiddellijk weer tot hun ware leeftijd. Voor de meeste inwoners zou dat de dood tot gevolg hebben daar ze al een hoge leeftijd hebben. De Hoge Lama onthult ten slotte dat hij zelf Perrault is.
Tijdens een tweede audiëntie maakt de Hoge Lama bekend dat hij stervende is. Hij wil dat Conway zijn opvolger wordt. Ondertussen maakt Mallinson plannen om de vallei te verlaten samen met Lo-Tsen, een jonge vrouw uit het klooster. Conway besluit met hem mee te gaan en wijst het aanbod van de Hoge Lama af. Uiteindelijk bereikt hij Engeland, waar hij Rutherford vertelt over zijn belevenissen.
Daarmee eindigt het verhaal van de neuroloog. Volgens hem is Conway inmiddels met de noorderzon vertrokken. Vermoedelijk probeert hij terug te keren naar Shangri-La.

## Achtergrond
Een van de thema’s in het boek is de dreiging van een nieuwe wereldoorlog. Het boek is vermoedelijk geïnspireerd door reisverhalen uit Tibet, gepubliceerd in de National Geographic door de verkenner en botanicus Joseph Rock. De afgelegen locaties die hij bezocht vertonen grote gelijkenissen met het fictieve Shangri-La. Een van die plaatsjes, Zhongdian, draagt nu zelfs officieel de naam Shangri La.
Het boek werd een groot succes

## Bewerkingen
Het boek is tweemaal verfilmd:
- Lost Horizon (1937), door Frank Capra
- Lost Horizon (1973), door Charles Jarrott

Verder diende het boek als basis voor de weinig succesvolle Broadwaymusical Shangri-La.
Het boek werd door BBC Radio 4 bewerkt tot een hoorspel van drie afleveringen.
De roman zou volgens sommigen de inspiratie zijn geweest voor de film Star Trek: Insurrection.

## Vervolg
Er zijn een aantal boeken - door andere auteurs - geschreven met een vervolg op Lost Horizon, zoals:
- Haliwell, Leslie, Return to Shangri-la: Raiders of the Lost Horizon, ISBN 978-0586070819
- Cooney, Eleanor & David Altieri, Shangri-la: Return to the world of Lost Horizon, ISBN 978-0688128722
- DeMarco, Frank Messenger: A sequel to Lost Horizon, ISBN 978-1571740137